# Clanga
Clanga este un gen al unor specii de păsări din familia Accipitridae. Numele genului provine din greaca veche klangos, „vultur”.
Un studiu filogenetic molecular al Accipitridae publicat în 2024 a constatat că genul Clanga era soră cu genul Ictinaetus, care conține vulturul negru.
În România există doi reprezentanți ai acestui gen: acvila țipătoare mare (Clanga clanga) și acvila țipătoare mică (Clanga pomarina). T

## Specii
Sunt recunoscute următoarele specii:
- Clanga clanga (Pallas, 1811) – acvila țipătoare mare
- Clanga hastata (Lesson, 1831) – acvila țipătoare indiană;[5]
- Clanga pomarina (Brehm, 1831) – acvila țipătoare mică